# Xalqlar Dostluğu
Xalqlar Dostluğu – stacja na linii 1 i linii 2 bakijskiego metra, położona między stacjami Neftçilər i Əhmədli. Została otwarta 28 kwietnia 1989.

## Opis
Xalqlar Dostluğu została otwarta razem ze stacją Əhmədli 28 kwietnia 1989 r. Były to ostatnie stacje metra w Baku oddane do użytku w czasach ZSRR. Stacja położona jest na wschodzie miasta w rejonie Nizami, na skrzyżowaniu prospektów Qara Qarayeva i Babeka.